# Libnotes (Goniodineura) viridula
Libnotes (Goniodineura) viridula is een tweevleugelige uit de familie steltmuggen (Limoniidae). De soort komt voor in het Oriëntaals gebied.